# Gabriella Dorio
Gabriella Doriová (nepřechýleně Gabriela Dorio) (* 27. června 1957 Veggiano, Benátsko) je bývalá italská atletka, běžkyně na střední tratě, olympijská vítězka v běhu na 1500 metrů z roku 1984.

## Sportovní kariéra
Jejím prvním úspěchem byla stříbrná medaile na juniorském mistrovství Evropy v běhu na 1500 metrů v roce 1975. O rok později získala bronzovou medaili na mistrovství světa v přespolním běhu. O několik měsíců později startovala v olympijském finále v běhu na 1500 metrů, kde skončila šestá. Při druhém olympijském startu v Moskvě v roce 1980 doběhla v olympijském finále na 800 metrů osmá a umístila se čtvrtá v běhu na 1500 metrů.
V dalším olympijském cyklu nejdříve v roce 1981 zvítězila na světové letní univerziádě v Bukurešti v běhu na 1500 metrů a získala stříbrnou medaili v běhu na 800 metrů. V roce 1982 zvítězila na halovém mistrovství Evropy v Miláně v běhu na 1500 metrů. Při evropském šampionátu pod širým nebem na podzim téhož roku vybojovala ve stejné disciplíně bronzovou medaili. V roce 1983 doběhla na halovém ME v Budapešti těsně pod stupni vítězů, na 4. místě a v Edmontonu obhájila univerzitní zlato v běhu na 1500 metrů. Životního úspěchu dosáhla na olympiádě v Los Angeles v roce 1984, když zvítězila ve finále na 1500 metrů.

### Osobní rekordy
- 800 m – 1:57,66 – 5. červenec 1980, Pisa
- 1000 m – 2:33,2 – 28. srpen 1982, Formia
- 1500 m – 3:58,65 – 25. srpen 1982, Tirrenia
- 1 míle – 4:23,29 – 14. srpen 1980, Viareggio